# Pieter de la Court

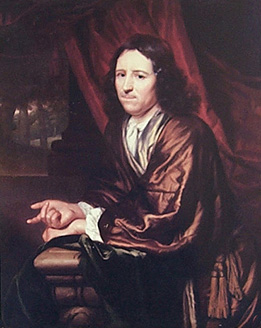
Pieter de la Court

Pieter de la Court, född sannolikt 1618 i Leiden, död 28 maj 1685 i Amsterdam, var en nederländsk nationalekonom.
Court erhöll sin tids vetenskapliga utbildning och verkade sedan som yllefabrikant och köpman i sin födelsestad, tills mordet på Johan de Witt 1672 föranledde honom att fly därifrån. Hans skarpt och väl skrivna arbeten, som alla är angrepp på det rådande ekonomiska systemet i Nederländerna, utgör höjdpunkten av den äldre nederländska ekonomiska litteraturen. Förmodligen mer konsekvent än någon samtida förfäktar han frihetens princip på alla områden. Trots att flera av hans anmärkningar onekligen för tanken till de liberala nationalekonomerna, utgör dock ej hans arbeten någon djupare teoretisk brytning med merkantilismen, då detta ingalunda stod i princip fientligt mot handelsfriheten. Han avvisar alla teoretiska spekulationer, ser frågorna ur köpmannens och industriidkarens synpunkt och gör just i deras intresse gällande näringsfrihetens princip, som också på de flesta områden låg närmast till hands för de på mellanhandel levande nederländarna. För övrigt var han litterär vapendragare åt de Witt emot det oraniska partiet, och hans skrifter bör ses även ur denna synpunkt. 
Courts första skrift, Het welvaren der stad Leyden (1659), som först 1845 blev utgiven (i stympat skick), sysslar uteslutande med födelsestadens näringsförhållanden och riktar ett förkrossande angrepp på skråorganisationen, den långa lärlingstiden och reglementeringen av arbetsmetoderna. Hans nästa arbete, Interest van Holland ofte gronden van Hollands welvaren, var övervägande politiskt; det skrevs på de Witts uppmaning och utgavs - Court ovetande - 1662 av denne, som själv tillökade boken med två kapitel. År 1669 utgav Court en utvidgad, men liksom den förra anonym upplaga därav, under titeln Aanwysing der heilsame politike gronden en maximen van de republike van Holland en West-Vriesland (de Witts delaktighet i dessa arbeten framkallade upplagor därav på flera språk med titeln "Johan de Witts memoarer"). I dessa två senare arbeten fordrar Court bland annat upphävande av alla handelskompanier, även de ost- och västindiska. 